# Jordi Viladoms
Jordi Viladoms (Igualada, España, 4 de enero de 1980) es un piloto español de motociclismo. Participa en el Rally Dakar desde el año 2006. En 2007 y 2009 ganó una etapa representando a Repsol KTM Team.
La afición de Jordi Viladoms por las dos ruedas comenzó con el bicicrós, fue campeón de España de esta modalidad en cuatro ocasiones.
A los 12 años, comenzó a competir en motocross, en la categoría de 80 cc y para después pasar a 125 y 250cc, donde llegó a ser subcampeón de España júnior con 17 años. Lo más destacable de su paso por el motocross es la cuarta posición que obtuvo en el Campeonato de España en categoría Open (2005) y la participación en el Motocross de las Naciones de 2004 (Lierop, Holanda).
También compaginó sus carreras de motocross con el enduro, donde pudo participar en seis ocasiones en la carrera de los ISDE (Enduro de las Naciones), consiguiendo dos medallas de bronce, una con el equipo júnior y otra con el sénior. 
La edición 2006 del Rally Dakar fue la primera en la que participó Jordi Viladoms, comenzó su andadura en el Dakar en el equipo Repsol KTM Team como mochilero de Marc Coma y permaneció en el equipo hasta el año 2010.
En la primera participación no pudo finalizar el rally, pues tuvo que abandonar en la decimocuarta etapa. 
En el Rally Dakar 2007 abandonó en la séptima etapa, pero esto no impidió que consiguiera su primera victoria de etapa. 
En 2008 el Rally Dakar no se celebró por la amenaza terrorista. En 2009 y con la celebración del Rally Dakar en Sudamérica, consiguió acabar su primer Dakar con un séptimo puesto en la clasificación general y con una victoria de etapa.
En el Dakar 2011, tras su salida del equipo KTM fichó por Yamaha con la que consiguió acabar décimo en esa edición.
En 2012 entró a liderar el equipo Bordone Ferrari, un proyecto ambicioso que le llevó a conseguir su mejor resultado en el Rally Dakar, el cuarto puesto de la clasificación general. Este año también fue subcampeón del mundo de Rallies Cross Country, ganando el Rally de Cerdeña.
A finales de 2012 el equipo Bordone Ferrari se vino abajo y Jordi tuvo que buscar equipo para ir al Dakar 2013. Finalmente consiguió llevar una Husqvarna igual a la del equipo Speedbrain y tuvo la asistencia de Tamarugal. A pesar de ir en buenas posiciones los problemas mecánicos no le permitieron acabar.
En el 2013 volvió a la que había sido su casa durante muchos años, KTM, y en su estreno consiguió el resultado más importante de su carrera deportiva, el segundo puesto en el Dakar 2014.

## Trayectoria
- Subcampeón de España Júnior de Motocross
- Participación en los 6 Días de Italia con la selección española de Enduro.
- 10° Campeonato de España Motocross Open
- 6° Campeonato de España Motocross Open
- 7° Campeonato de España Motocross Open
- Subcampeón de Cataluña de Motocross Open
- Campeón de Cataluña de Motocross Open
- 6° Campeonato de España Motocross Open
- 4.º Campeonato de España Motocross Open
- 5.º Campeonato del Mundo de Raids.
- 4.º Dakar 2012
- 2.º Dakar 2014

## Resultados

### Rally Dakar
| Año     | Clase | Vehículo  | Posición | Etapas |
| ------- | ----- | --------- | -------- | ------ |
| 2006    | Motos | KTM       | Ret.     | -      |
| 2007    | Motos | KTM       | Ret.     | 1      |
| 2009    | Motos | KTM       | 7.º      | 1      |
| 2010    | Motos | KTM       | Ret.     | -      |
| 2011    | Motos | Yamaha    | 10.º     | -      |
| 2012    | Motos | KTM       | 4.º      | -      |
| 2013    | Motos | Husqvarna | Ret.     | -      |
| 2014    | Motos | KTM       | 2.º      | -      |
| 2015    | Motos | KTM       | Ret.     | -      |
| 2016    | Motos | KTM       | 17.º     | -      |
| Fuente: |       |           |          |        |